# 1.FCクレーフェ
1. FCクレーフェ（1. FC Kleve）はドイツ・ノルトライン＝ヴェストファーレン州のクレーフェにホームを置くサッカークラブである。

## 歴史
2003年にオーバーリーガ（旧4部）へ昇格。2007-2008年のシーズンを4位で終え、リーグの再編にともない新たに発足したレギオナルリーガ（4部）に所属することになった。

## タイトル

### 国内タイトル
なし

### 国際タイトル
なし